# Quai Louis Blériot
Der Quai Louis Blériot ist eine Straße am Seineufer im 16. Arrondissement von Paris.

## Lage
Der Kai beginnt bei der Einmündung des Boulevard Murat und führt als Einbahnstraße parallel zum Voie Georges-Pompidou zur Avenue de Versailles bei der Auffahrt zur Pont de Grenelle.

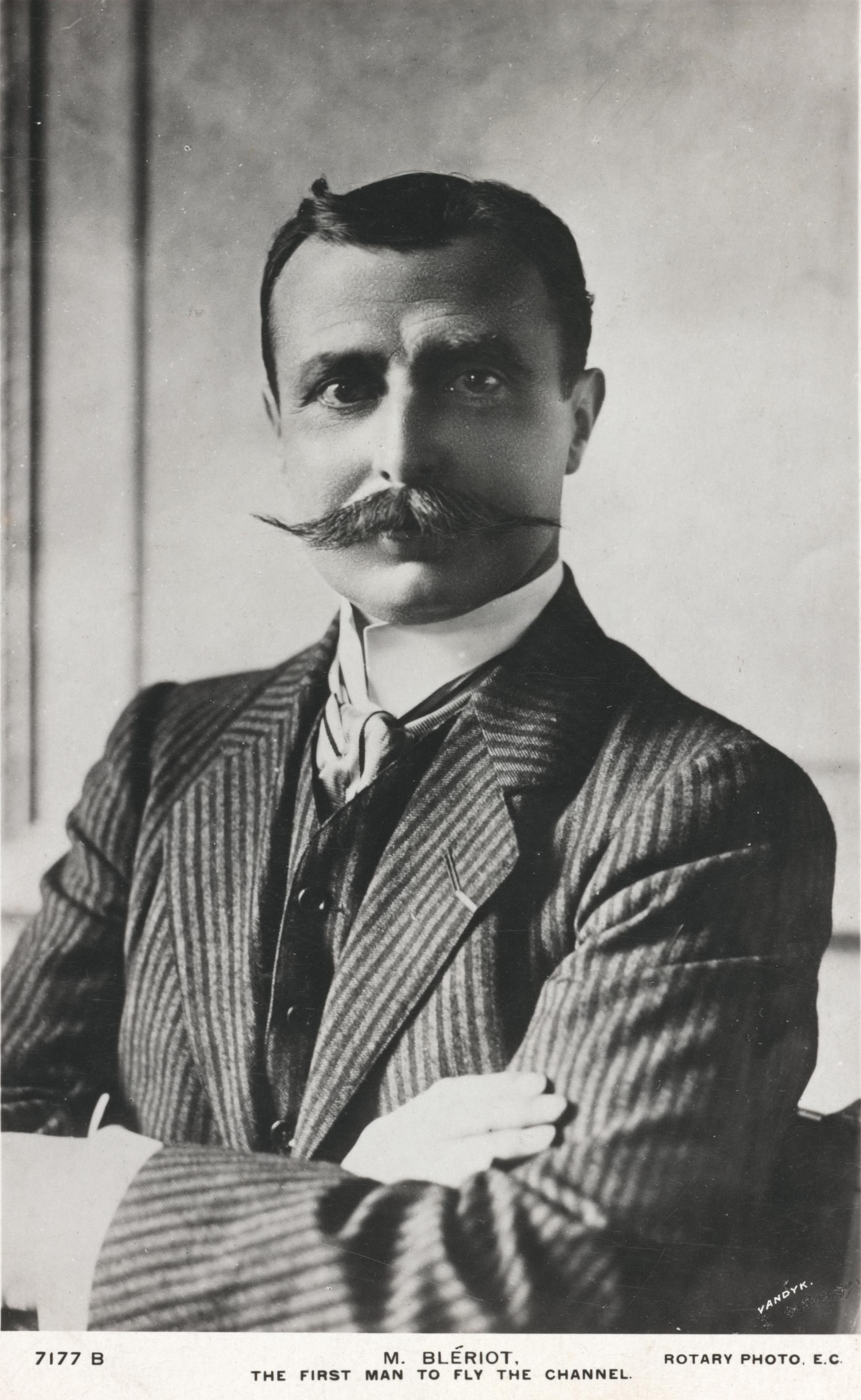
Louis Blériot

## Namensursprung
Die Straße erhielt den Namen zur Ehre des französischen Luftfahrtpioniers Louis Blériot (1872–1936).

## Geschichte
Der Kai war ursprünglich ein einfacher Treidelpfad, der in den 1860er Jahren bewirtschaftet wurde und von niedrigen Gebäuden, Häusern, Cafés und Werkstätten aus den 1880er Jahren gesäumt wurde, mit einem unbebauten Bereich auf der Rückseite bis zur Avenue de Versailles.

## Sehenswürdigkeiten
- Nr. 7: Der Dichter Jules Supervielle lebte hier von 1953 bis 1960.
- Nr. 40: ein Haus im Stil Art déco aus dem Jahr 1932.[2]
- Nr. 80: Wasserwerk

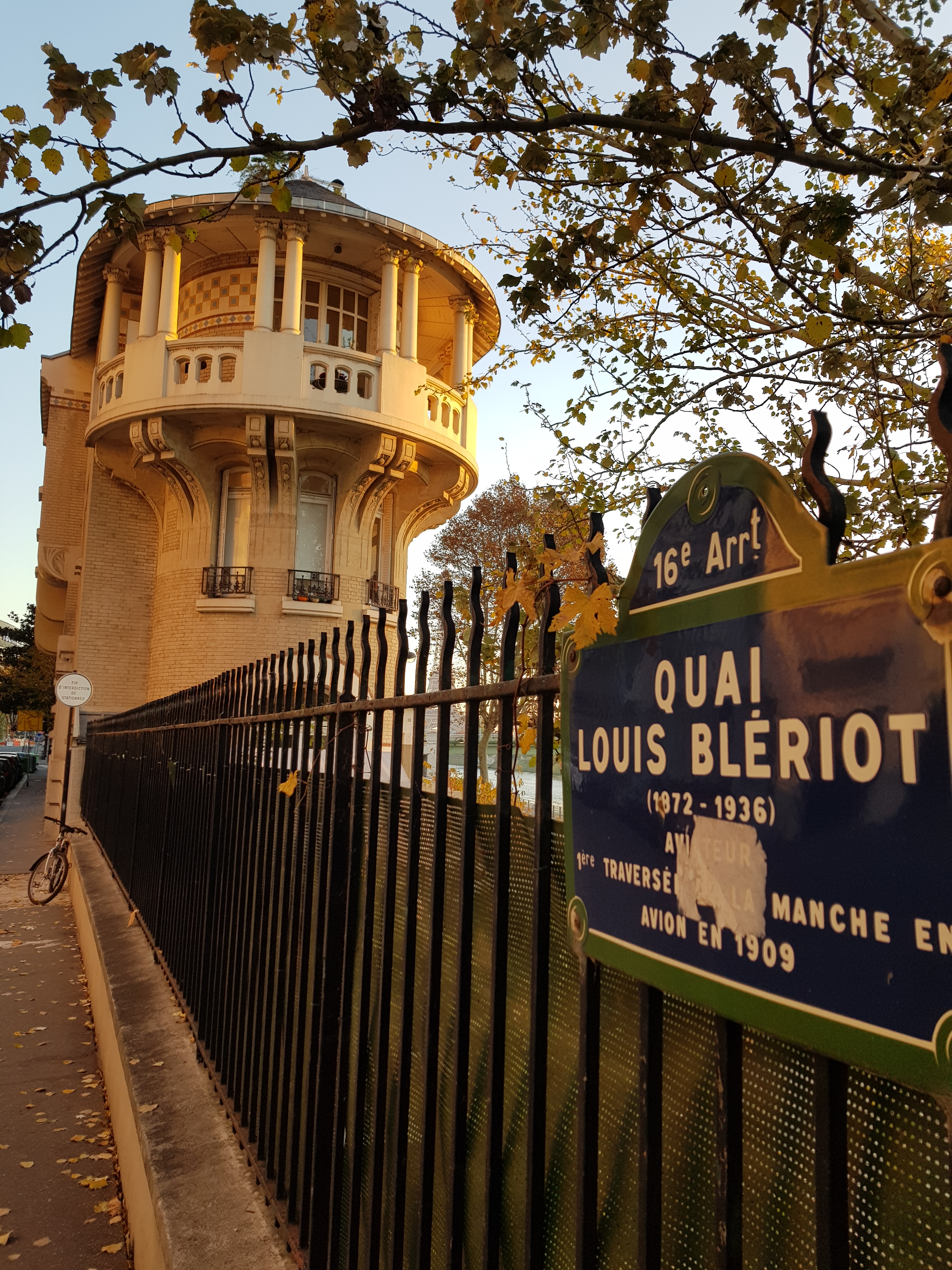
Nr. 17–21
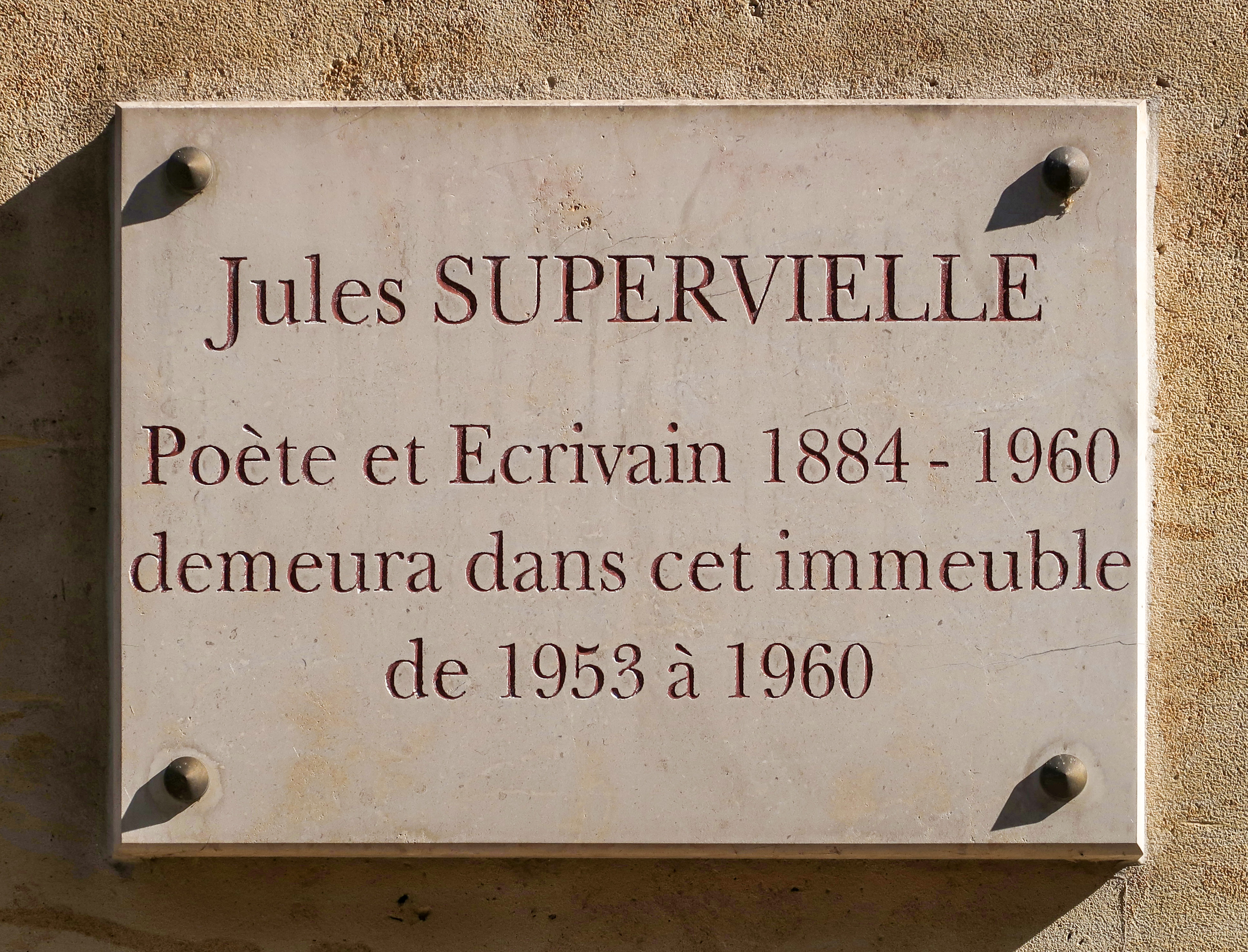
Tafel an Nr. 7
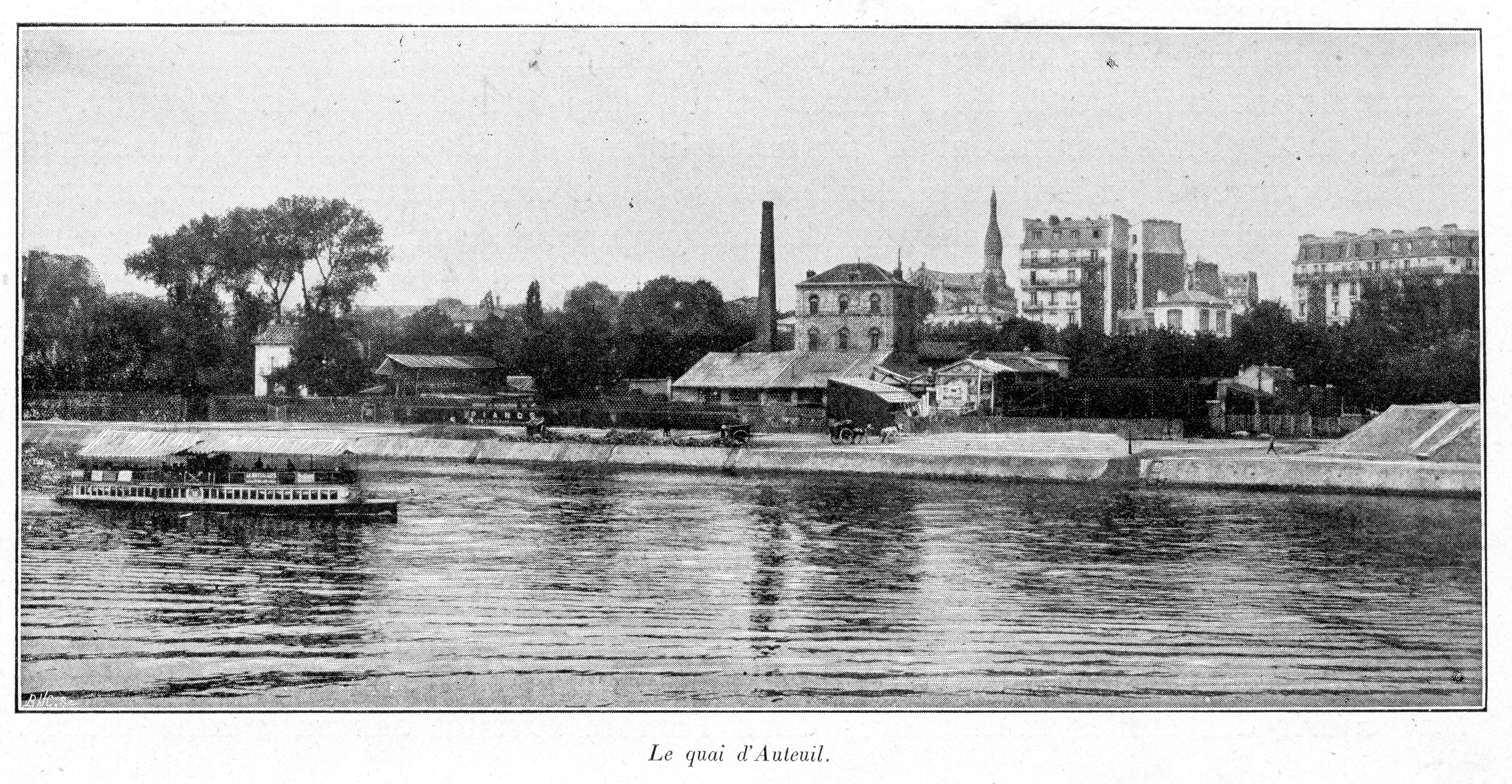
Quai d’Auteuil, 1897
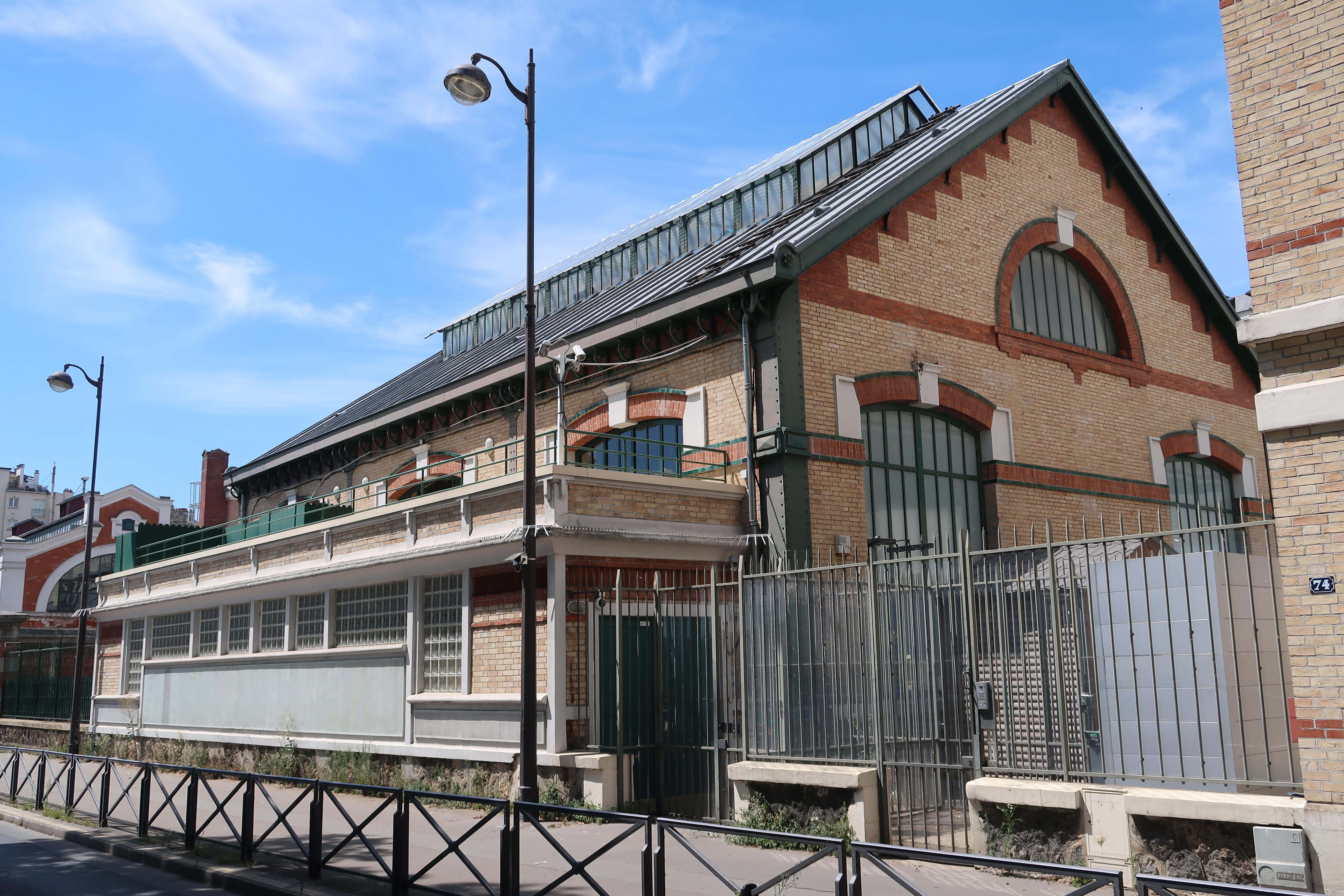
Pavillon de l’eau.
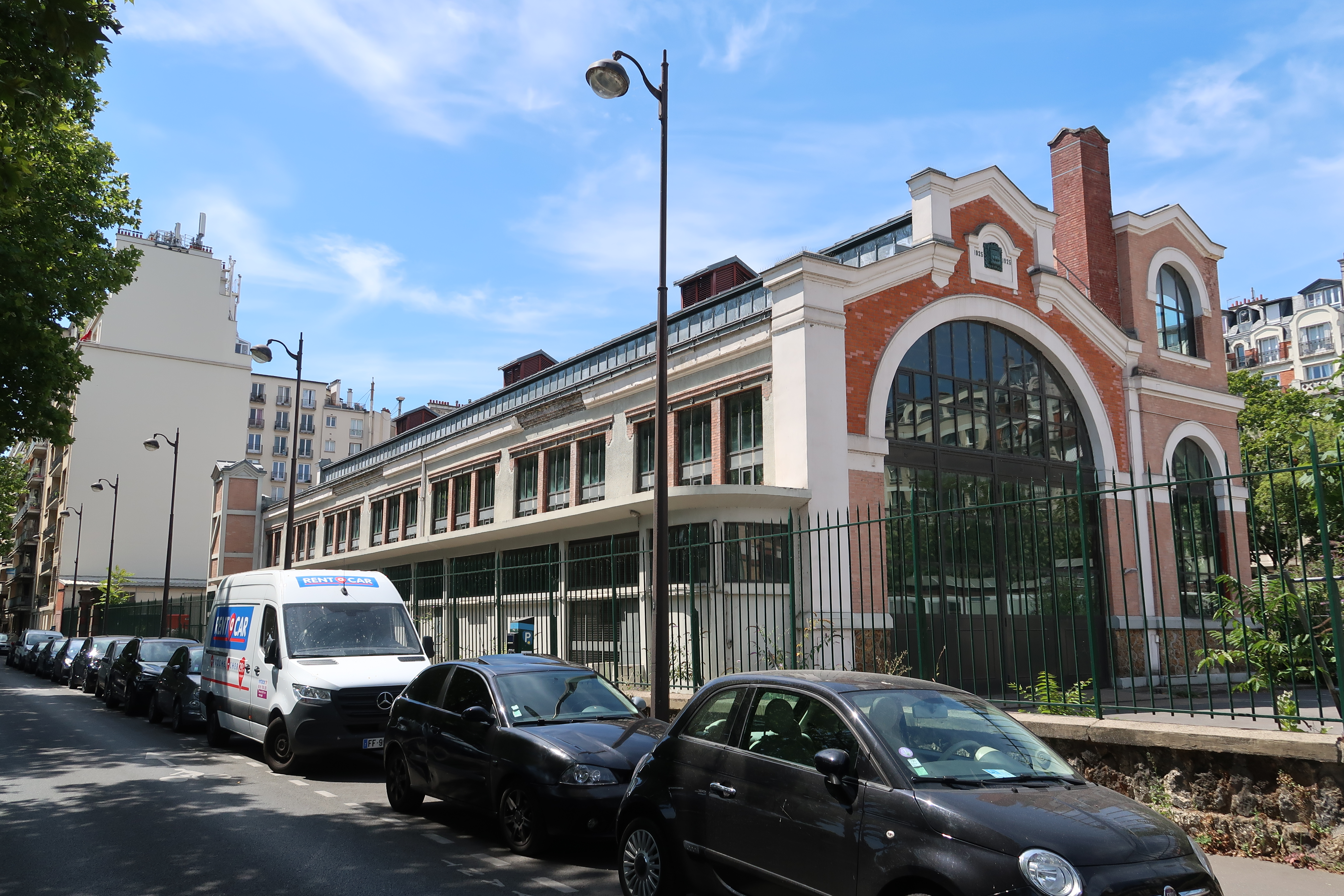
Pavillon de l’eau.
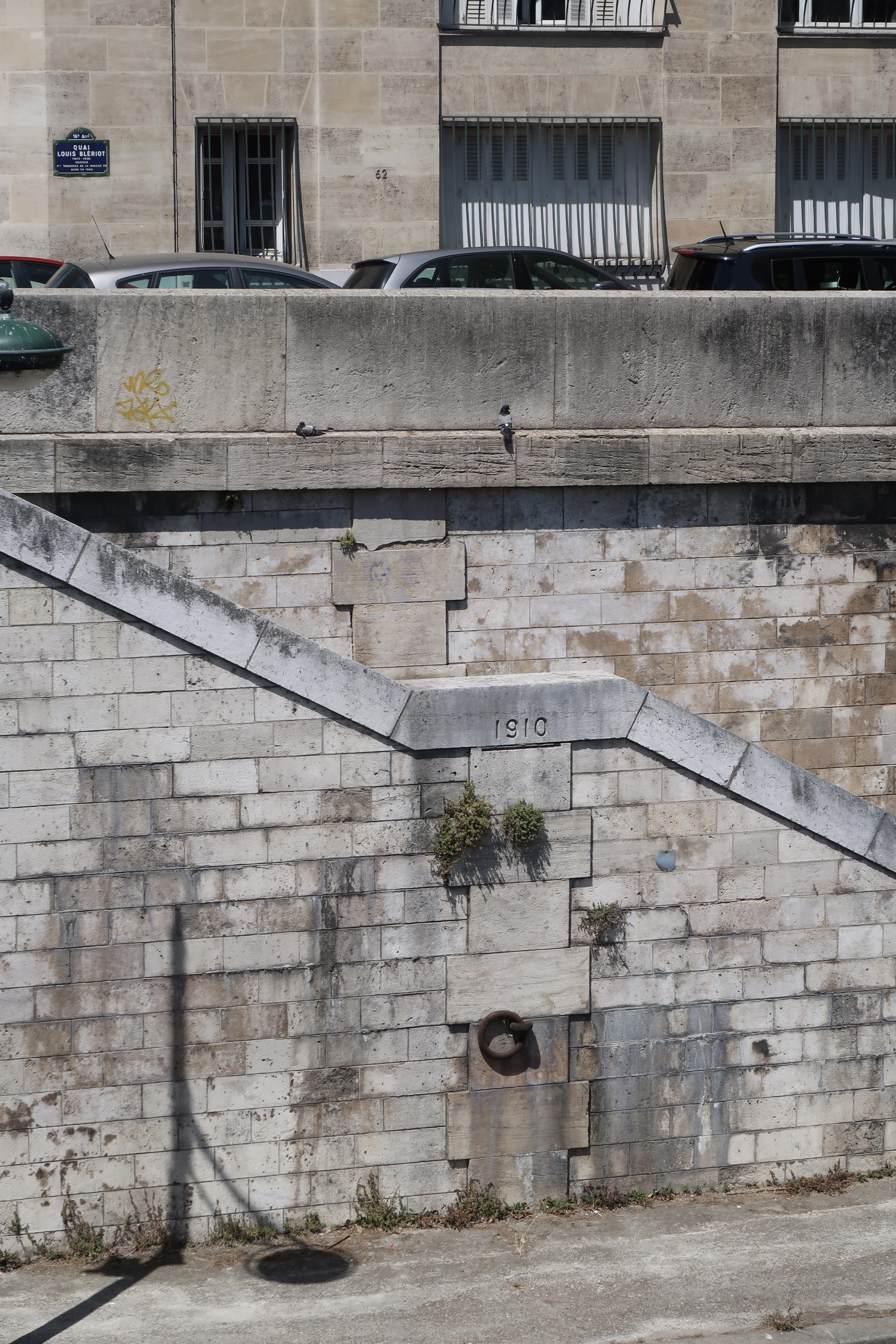
Hochwasser-marke

## Erwähnung in der Literatur
In Le Flâneur des deux rives (1918), schreibt Guillaume Apollinaire: „Nur wenige Pariser kennen den neuen Quai d’Auteuil. Im Jahr 1909 existierte er noch nicht. Die Uferbänke mit den schlimmen Schmutzlöchern, die Jean Lorrain liebte, sind verschwunden. „Großer Neptun“, „Kleiner Neptun“, Guinguettes am Wasserrand, was ist aus euch geworden? Der Kai reichte bis zur Höhe des ersten Stockwerks. Die Erdgeschosse sind verfüllt und wir treten nun durch die Fenster ein“.